# رود چونا
رود چونا (به لاتین: Chona) یک رود در روسیه است که در یاقوتستان واقع شده‌است.